# Miroslav Lávička
Miroslav Lávička (* 1971 Plzeň) je český matematik a vysokoškolský pedagog, od března 2023 rektor Západočeské univerzity v Plzni, v letech 2014 až 2017 děkan Fakulty aplikovaných věd ZČU v Plzni.

## Život
Absolvoval Gymnázium Plzeň, Mikulášské nám. 23 a následně vystudoval učitelství matematiky a chemie pro střední školy na Fakultě pedagogické Západočeské univerzity v Plzni (promoval v roce 1994 a získal titul Mgr.) a poté pokračoval v doktorském studiu na Matematicko‑fyzikální fakultě Univerzity Karlovy v Praze (promoval v roce 1999 a získal titul Ph.D.). V roce 2000 úspěšně složil rigorózní zkoušku (získal tak titul RNDr.). V roce 2011 se habilitoval na ZČU v Plzni v oboru aplikovaná matematika (získal titul doc.) a v témže oboru na téže univerzitě byl v roce 2020 jmenován profesorem.
Od roku 2002 pracuje na Katedře matematiky Fakulty aplikovaných věd ZČU v Plzni, předtím působil na Fakultě pedagogické. V letech 2012 až 2014 byl proděkanem pro tvůrčí činnost a vnější vztahy, v letech 2014 až 2017 zastával funkci děkana a v letech 2017 až 2020 pracoval jako proděkan pro strategii a legislativu FAV ZČU v Plzni. Následně začal působit jako vedoucí oddělení matematického modelování výzkumného centra Nové technologie pro informační společnost (NTIS).
Jeho odborná specializace spadá do oblasti aplikované geometrie a geometrického modelování, kromě toho aktivně působí i v oblasti vyučování matematiky. Je autorem či spoluautorem více než 100 odborných prací. Je předsedou České společnosti pro geometrii a grafiku, členem stálé komise pro metodiku hodnocení Národního akreditačního úřadu pro vysoké školství (NAÚ) pro oblast vzdělávání matematika. Zastupuje také ZČU v Plzni v předsednictvu Rady vysokých škol. Za svoji pedagogickou činnost obdržel v roce 2018 pamětní medaili hejtmana Plzeňského kraje.
V prosinci 2022 byl zvolen akademickým senátem kandidátem na funkci rektora Západočeské univerzity v Plzni. V únoru 2023 jej prezident Miloš Zeman do této funkce jmenoval, a to s účinností od 1. března 2023. Ve funkci tak vystřídal Miroslava Holečka.